# Pyhätunturi Nationalpark
Pyhätunturi nationalpark (finska: Pyhätunturin Kansallispuisto) är en nationalpark i Finland.   Den ligger i landskapet Lappland, i den norra delen av landet, 800 km norr om huvudstaden Helsingfors. Pyhätunturi nationalpark ligger 343 meter över havet.